# Zoe Henry
Zoë Henry es una actriz británica, más conocida por interpretar a Rhona Goskirk en la serie Emmerdale Farm.

## Biografía
En 1994 Zoe conoció y comenzó a salir con el actor Jeff Hordley, con quien se comprometió en 2003 y se casó el 3 de agosto del mismo año. La pareja tiene dos hijos: Violet (2005) y Stan (abril de 2008).

## Carrera
Zoe ha aparecido como invitada en series como A Touch of Frost, Holby City, Doctors donde dio vida a Rebecca Greenwood en el episodio "With This Ring" en el 2003 y a Miriam Preece en el episodio "Yesterday's News" en el 2008. También apareció en la serie The Bill donde interpretó a Sarah Bale en el 2008 durante el episodio The Rookie y a Roz Aldridge en el 2006 en los episodios # 458 y 459. Y en la serie Casualty donde interpretó a Sandra Morley en el 2009 durante el episodio True Lies y a Gina Jacobs en el 2003 durante el episodio In the Frame.
El 17 de septiembre de 2001 se unió a la exitosa serie británica Emmerdale Farm donde interpretó a Rhona Goskirk, hasta el 2002, Zoe regresó a la serie en marzo del 2010 y desde entonces aaprece.
En el 2004 obtuvo el papel principal de Beth Caffrey en la serie dramática Conviction, sin embargo la serie fue cancelada después de la primera temporada.
En el 2007 interpretó a la mentalmente inestable Kim "K.C./Casey" Carswell, quien se hace pasar por la amiga de Claire Peacock y después intenta secuestrar a su hijo en otra exitosa serie británica Coronation Street.
En el 2009 apareció como invitada en la exitosa, popular y aclamada serie británica EastEnders donde interpretó a la detective de policía Deanne Cunningham quien llega a Walford para investigar el asesinato de Trina Johnson después de que su cuerpo fuera hallado descompuesto.

## Filmografía

### Series de televisión
| Año                         | Título             | Personaje            | Notas                                         |
| --------------------------- | ------------------ | -------------------- | --------------------------------------------- |
| 2001, 2002, 2010 - presente | Emmerdale Farm     | Rhona Goskirk        | 751 episodios                                 |
| 2009                        | EastEnders         | DC Deanne Cunningham | 3 episodios                                   |
| 2009                        | New Tricks         | Natalie Joyner       | episodio "The War Against Drugs"              |
| 2009                        | Casualty           | Sandra Morley        | episodio "True Lies"                          |
| 2008                        | The Bill           | Sarah Bale           | episodio "The Rookie"                         |
| 2008                        | Doctors            | Miriam Preece        | episodio "Yesterday's News"                   |
| 2007                        | Coronation Street  | Casey Carswell       | 34 episodios                                  |
| 2007                        | Holby City         | Jennifer Roberts     | episodio "The End of the World as We Know It" |
| 2004                        | Conviction         | Beth Caffrey         | 6 episodios                                   |
| 2004                        | A Touch of Frost   | D.C. Victoria Cook   | episodio "Dancing in the Dark"                |
| 2001                        | Dalziel and Pascoe | Emma Harvey          | episodio "Truth and Consequences"             |
| 1998                        | Grafters           | Emma                 | 3 episodios                                   |
| 1998                        | Cold Feet          | Secretaria           | episodio # 1.1                                |

### Películas
| Año  | Título     | Personaje | Notas |
| ---- | ---------- | --------- | --- |
| 2000 | Seeing Red | Julia     | junto a Sarah Lancashire, Richard Dillane, Stuart Richman, Jonny Clarke, Lizzy McInnerny, Ann Aris y Tim Thomas |

### Teatro
| Año  | Obra      | Personaje       | Teatro |
| ---- | --------- | --------------- | ------ |
| 2002 | Pygmalion | Eliza Doolittle | -      |

## Premios y nominaciones
| Año  | Categoría                      | Premio                        | Obra           | Resultado |
| ---- | ------------------------------ | ----------------------------- | -------------- | --------- |
| 2017 | Best Actress                   | Inside Soap Award             | Emmerdale Farm | Nominada  |
| 2017 | Best Actress                   | British Soap Award            | Emmerdale Farm | Nominada  |
| 2003 | Best Actress in a Leading Role | Manchester Evening News Award | Pygmalion      | Ganadora  |